# Metarbela bueana
Metarbela bueana is een vlinder uit de familie van de Metarbelidae. De wetenschappelijke naam van deze soort is voor het eerst gepubliceerd in 1912 door Embrik Strand.
Deze soort komt voor in Kameroen.